# Playoffs NBA 1950
Navigation
Playoffs 1949 Playoffs 1951

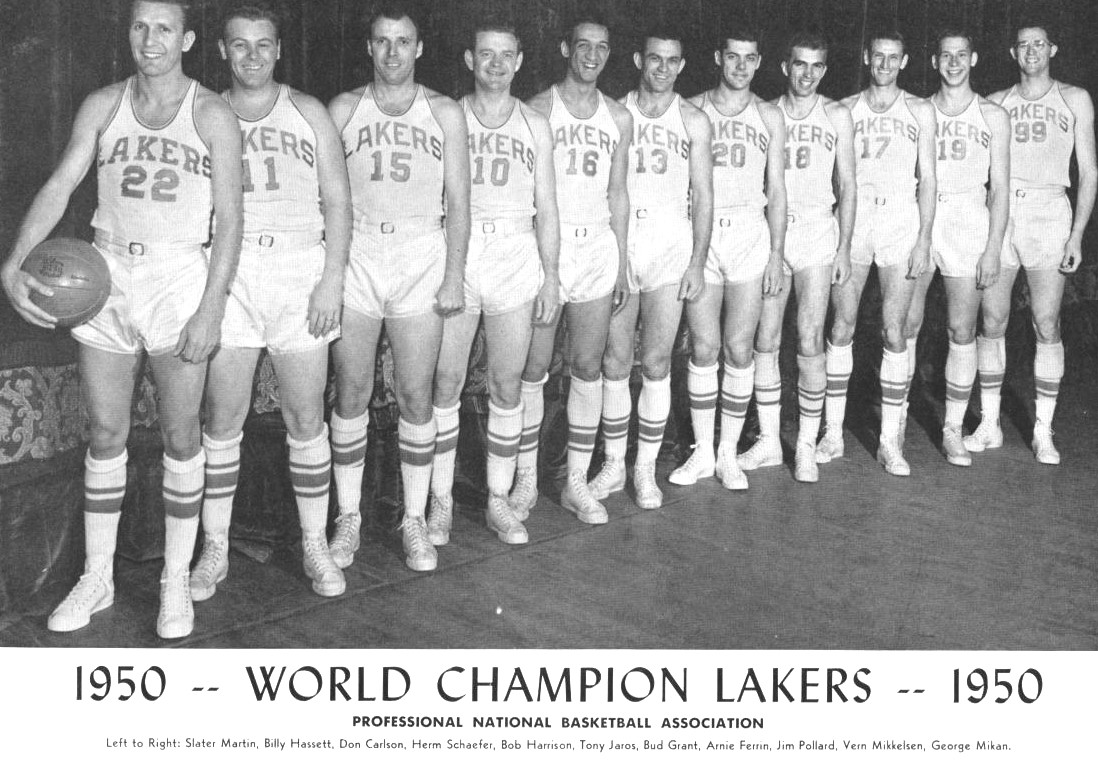
Les Lakers de Minneapolis, équipe championne 1949-1950.

Les Playoffs NBA 1950 sont les playoffs de la saison NBA 1949-1950. Il se termine sur la victoire des champions de la Conférence Ouest, les Lakers de Minneapolis battant les champions de la Conférence Est, les Washington Capitols, quatre parties à deux lors des finales NBA 1950. 1950 fut la première année de la NBA.

## Classement final
| Champion de division | Qualifié pour les playoffs | Éliminé des playoffs |

Les champions de division sont automatiquement qualifiés pour les playoffs, ainsi que les trois autres meilleures franchises de chaque division.

### Division Centrale
| Division Centrale      | V  | D  | PCT   | GB |
| ---------------------- | -- | -- | ----- | -- |
| Lakers de Minneapolis  | 51 | 17 | 75%   | -  |
| Royals de Rochester    | 51 | 17 | 75%   | -  |
| Pistons de Fort Wayne  | 40 | 28 | 58,8% | 11 |
| Stags de Chicago       | 40 | 28 | 58,8% | 11 |
| Bombers de Saint-Louis | 26 | 42 | 38,2% | 25 |

Avant le début des playoffs deux rencontres sont nécessaires pour départager 4 franchises de la Division Central. Pour la première place de la Division Central, les Lakers battent alors les Royals (78-76) à Rochester. Et enfin, pour la troisième place de la Division Central, les Pistons battent alors les Stags (86-69) à Fort Wayne.

### Division Est
| Division Est             | V  | D  | PCT    | GB |
| ------------------------ | -- | -- | ------ | -- |
| Nationals de Syracuse    | 51 | 13 | 79,7 % | -  |
| Knicks de New York       | 40 | 28 | 58,8 % | 13 |
| Capitols de Washington   | 32 | 36 | 47,1 % | 21 |
| Warriors de Philadelphie | 26 | 42 | 38,2 % | 27 |
| Bullets de Baltimore     | 25 | 43 | 36,8 % | 28 |
| Celtics de Boston        | 22 | 46 | 32,4 % | 31 |

### Division Ouest
| Division Ouest           | V  | D  | PCT   | GB |
| ------------------------ | -- | -- | ----- | -- |
| Olympians d'Indianapolis | 39 | 25 | 60,9% | -  |
| Packers d'Anderson       | 37 | 27 | 57,8% | 2  |
| Blackhawks de Tri-Cities | 29 | 35 | 45,3% | 10 |
| Redskins de Sheboygan    | 22 | 40 | 35,5% | 16 |
| Hawks de Waterloo        | 19 | 43 | 30,6% | 19 |
| Nuggets de Denver        | 11 | 51 | 17.7% | 27 |

## Tableau
|  | Demi-finales de Division               | Demi-finales de Division  | Demi-finales de Division |                       |                          | Finales de Division      | Finales de Division | Finales de Division |  |    | Demi-finales NBA      | Demi-finales NBA | Demi-finales NBA |  |    | Finales NBA           | Finales NBA | Finales NBA |
|  |                                        |                           |                          |                       |                          |                          |                     |                     |  |    |                       |                  |                  |  |    |                       |             |             |
|  | C3                                     | Pistons de Fort Wayne     | 2                        |                       |                          |                          |                     |                     |  |    |                       |                  |                  |  |    |                       |             |             |
|  | C2                                     | Royals de Rochester       | 0                        |                       |                          |                          |                     |                     |  |    |                       |                  |                  |  |    |                       |             |             |
|  | C2                                     | Royals de Rochester       | 0                        |                       | C3                       | Pistons de Fort Wayne    | 0                   |                     |  |    |                       |                  |                  |  |    |                       |             |             |
|  |                                        |                           |                          |                       | C3                       | Pistons de Fort Wayne    | 0                   |                     |  |    |                       |                  |                  |  |    |                       |             |             |
|  |                                        |                           | C1                       | Lakers de Minneapolis | 2                        |                          |                     |                     |  |    |                       |                  |                  |  |    |                       |             |             |
|  | C1                                     | Lakers de Minneapolis     | C1                       | Lakers de Minneapolis | 2                        | 2                        |                     |                     |  |    |                       |                  |                  |  |    |                       |             |             |
|  | C1                                     | Lakers de Minneapolis     |                          |                       |                          | 2                        |                     |                     |  |    |                       |                  |                  |  |    |                       |             |             |
|  | C4                                     | Stags de Chicago          | 0                        |                       |                          |                          |                     |                     |  |    |                       |                  |                  |  |    |                       |             |             |
|  | C4                                     | Stags de Chicago          | 0                        |                       |                          |                          |                     |                     |  | C1 | Lakers de Minneapolis | 2                |                  |  |    |                       |             |             |
|  | ↑ Division Centrale / ↓ Division Ouest |                           |                          |                       |                          |                          |                     |                     |  | C1 | Lakers de Minneapolis | 2                |                  |  |    |                       |             |             |
|  |                                        | W2                        | Packers d'Anderson       | 0                     |                          |                          |                     |                     |  |    |                       |                  |                  |  |    |                       |             |             |
|  | W1                                     | W2                        | Packers d'Anderson       | 0                     | Olympians d'Indianapolis | 2                        |                     |                     |  |    |                       |                  |                  |  |    |                       |             |             |
|  | W1                                     |                           |                          |                       | Olympians d'Indianapolis | 2                        |                     |                     |  |    |                       |                  |                  |  |    |                       |             |             |
|  | W4                                     | Redskins de Sheboygan     | 1                        |                       |                          |                          |                     |                     |  |    |                       |                  |                  |  |    |                       |             |             |
|  | W4                                     | Redskins de Sheboygan     | 1                        |                       | W1                       | Olympians d'Indianapolis | 1                   |                     |  |    |                       |                  |                  |  |    |                       |             |             |
|  |                                        |                           |                          |                       | W1                       | Olympians d'Indianapolis | 1                   |                     |  |    |                       |                  |                  |  |    |                       |             |             |
|  |                                        |                           | W2                       | Packers d'Anderson    | 2                        |                          |                     |                     |  |    |                       |                  |                  |  |    |                       |             |             |
|  | W2                                     | Packers d'Anderson        | W2                       | Packers d'Anderson    | 2                        | 2                        |                     |                     |  |    |                       |                  |                  |  |    |                       |             |             |
|  | W2                                     | Packers d'Anderson        |                          |                       |                          | 2                        |                     |                     |  |    |                       |                  |                  |  |    |                       |             |             |
|  | W3                                     | Blackhawks des Tri-Cities | 1                        |                       |                          |                          |                     |                     |  |    |                       |                  |                  |  |    |                       |             |             |
|  | W3                                     | Blackhawks des Tri-Cities | 1                        |                       |                          |                          |                     |                     |  |    |                       |                  |                  |  | C1 | Lakers de Minneapolis | 4           |             |
|  |                                        |                           |                          |                       |                          |                          |                     |                     |  |    |                       |                  |                  |  | C1 | Lakers de Minneapolis | 4           |             |
|  |                                        | E1                        | Nationals de Syracuse    | 2                     |                          |                          |                     |                     |  |    |                       |                  |                  |  |    |                       |             |             |
|  | E1                                     | E1                        | Nationals de Syracuse    | 2                     | Nationals de Syracuse    | 2                        |                     |                     |  |    |                       |                  |                  |  |    |                       |             |             |
|  | E1                                     |                           |                          |                       | Nationals de Syracuse    | 2                        |                     |                     |  |    |                       |                  |                  |  |    |                       |             |             |
|  | E4                                     | Warriors de Philadelphie  | 0                        |                       |                          |                          |                     |                     |  |    |                       |                  |                  |  |    |                       |             |             |
|  | E4                                     | Warriors de Philadelphie  | 0                        |                       | E2                       | Knicks de New York       | 1                   |                     |  |    |                       |                  |                  |  |    |                       |             |             |
|  |                                        |                           |                          |                       | E2                       | Knicks de New York       | 1                   |                     |  |    |                       |                  |                  |  |    |                       |             |             |
|  |                                        |                           | E1                       | Nationals de Syracuse | 2                        |                          |                     |                     |  |    |                       |                  |                  |  |    |                       |             |             |
|  | E2                                     | Knicks de New York        | E1                       | Nationals de Syracuse | 2                        | 2                        |                     |                     |  |    |                       |                  |                  |  |    |                       |             |             |
|  | E2                                     | Knicks de New York        |                          |                       |                          | 2                        |                     |                     |  |    |                       |                  |                  |  |    |                       |             |             |
|  | E3                                     | Capitols de Washington    | 0                        |                       |                          |                          |                     |                     |  |    |                       |                  |                  |  |    |                       |             |             |
|  | E3                                     | Capitols de Washington    | 0                        |                       |                          |                          |                     |                     |  | E1 | Nationals de Syracuse |                  |                  |  |    |                       |             |             |
|  | ↑ Division Est                         |                           |                          |                       |                          |                          |                     |                     |  | E1 | Nationals de Syracuse |                  |                  |  |    |                       |             |             |
|  |                                        |                           | Bye                      |                       |                          |                          |                     |                     |  |    |                       |                  |                  |  |    |                       |             |             |

## Demi-finales de Division

### Division Ouest
- Anderson Packers - Tri-Cities Blackhawks:  2-1
- Indianapolis Olympians - Sheboygan Redskins: 2-1

### Division Est
- Knicks de New York - Washington Capitols: 2-0
- Syracuse Nationals - Warriors de Philadelphie: 2-0

### Central Division
- Pistons de Fort Wayne - Royals de Rochester: 2-0
- Lakers de Minneapolis - Stags de Chicago: 2-0

## Finales de Division
- Division Ouest: Anderson Packers - Indianapolis Olympians: 2-1
- Division Est: Syracuse Nationals - Knicks de New York: 2-1
- Central Division: Lakers de Minneapolis - Pistons de Fort Wayne: 2-0

## Demi-finales NBA
- Lakers de Minneapolis - Anderson Packers: 2-0

## Finales NBA
- Lakers de Minneapolis - Syracuse Nationals: 4-2